# Umskiptar
Umskiptar (palavra em nórdico antigo para Metamorfose) é o nono álbum de estúdio da banda norueguesa Burzum, que foi lançado em maio de 2012. Foi descrito por Varg Vikernes como um "retorno às raízes", com prioridade na atmosfera. As letras do álbum são retiradas de um poema na antiga língua nórdica intitulado Völuspá. O álbum vazou dois meses antes de sua data de lançamento, devido, de acordo com Vikernes, a um ex-agente de relações públicas por ter "enviado cópias promocionais de todo o álbum para revistas extremistas de esquerda" sem seu conhecimento ou consentimento.
A arte da capa é retirada do quadro Nótt do pintor norueguês Peter Nicolai Arbo. É o último álbum considerado de heavy metal de Vikernes.

## Música
Apesar de apresentar um som de viking metal "despojado" que "presta homenagem" a nomes como Bathory e o primeiro Enslaved,[carece de fontes?] Umspkiptar mantém "o riff difuso e baixa qualidade de gravação" dos lançamentos anteriores de black metal do Burzum. Kyle Ward escritor da revista SputnikMusic descreveu o estilo do álbum como "uma estranha bastardização do som black metal usual". O álbum também raramente apresenta vocais guturais.
A faixa "Alfadanz" apresenta uma introdução de piano "submersa" e riffs simples repetidos. "Gullaldr" é uma faixa falada de dez minutos, sobreposta com guitarra dedilhada. "Níðhöggr" é composta por Varg sussurrando sobre uma gravação de um ambiente externo, método conhecido como Field recording, um bumbo e um "tom distante e oscilante."

## Crítica
O álbum em maior parte recebeu críticas negativas dos críticos de música. O crítico da equipe do Metal Storm, Troy Killjoy, escreveu: "Em vez de hinos épicos e melodiosos do black metal lindamente compostos, encorajando contos atmosféricos de fantasia e guerras históricas, ou mesmo os estilos tradicionais sombrios e congelados da segunda onda do black metal (da qual o Burzum foi uma parte significativa), Varg apresenta ao mundo seu trabalho menos imaginativo até o momento - mesmo levando Dauði Baldrs em consideração."

## Lista de faixas
Todos os instrumentos, vocais e composições são de autoria de Varg Vikernes.
| N.º            | Título          | Duração |  |
| 1.             | "Blóðstokkinn"  | 01:16   |  |
| 2.             | "Jóln"          | 05:51   |  |
| 3.             | "Alfadanz"      | 09:22   |  |
| 4.             | "Hit helga Tré" | 06:51   |  |
| 5.             | "Æra"           | 03:58   |  |
| 6.             | "Heiðr"         | 03:02   |  |
| 7.             | "Valgaldr"      | 08:03   |  |
| 8.             | "Galgviðr"      | 07:16   |  |
| 9.             | "Surtr Sunnan"  | 04:14   |  |
| 10.            | "Gullaldr"      | 10:20   |  |
| 11.            | "Níðhöggr"      | 05:00   |  |
| Duração total: | Duração total:  | 65:13   |  |

## Créditos
- Varg Vikernes – vocais, todos os instrumentos, produção, design, layout
- Eirik Hundvin – produção, mixagem
- Davide Bertolini – produção
- Naweed – masterização
- Dan Capp – design, layout